# 보스턴 대학교
보스턴 대학교(영어: Boston University)는 미국 매사추세츠주 보스턴에 있는 최상위권 연구중심 명문 대학이다. 보스턴 대학교는 어느 종교에도 속해있지 않지만 오랫동안 연합 감리 교회와 제휴해 왔다.
보스턴 대학교에는 약 3,900명의 교원과 약 3만 명의 학생들이 있으며, 보스턴 경제에서 핵심 역할을 한다. 보스턴 대학교에는 17개의 단과대학과 2개의 도심 캠퍼스가 있으며 학사 및 석사, 박사 학위와 의학, 치의학, 경영학, 법학 교육을 제공한다. 주 캠퍼스는 찰스강변을 따라 조성돼 있으며 의과대학은 보스턴 근교의 사우스엔드에 있다.
보스턴 대학교는 카네기 재단(Carnegie Foundation for Advancement of Teaching)에서 R1: 고등연구기관으로 분류하며 미국 대학 협회와 대학 연구 협회에도 참여하고 있다. 학부 과정은 《U.S. 뉴스 & 월드 리포트》의 2018년 미국 대학 순위에서 42위를 기록했으며, 국제 순위에서는 46위에 올랐다.
보스턴 대학교의 동문과 교원들 가운데에는 8명의 노벨상 수상자와 23명의 퓰리처상 수상자, 9명의 아카데미상 수상자, 10명의 로즈 장학생, 수 명의 에미상과 토니상 수상자 등이 있다. 그 밖에도 맥아더 펠로우 프로그램과 풀브라이트 프로그램, 구겐하임 펠로십의 혜택을 받은 이들과 미국 예술 과학 아카데미 및 미국 국립 과학 아카데미 회원들이 있다.
보스턴 대학교의 운동부는 보스턴 대학교 테리어즈이며 전미 대학 체육 협회의 디비전 I에서 활약한다.

## 역사

### 설립 이전
보스턴 대학교의 역사는 1839년 버몬트주 뉴베리에 세워진 뉴베리 성서학교(Newbury Biblical Institute)로 거슬러 올라간다. 1839년 4월 24일과 25일 보스턴 올드 브롬필드가 교회의 감리교 목사들과 신도들이 뉴베리에 감리교 신학교인 뉴베리 성서학교를 세웠고, 1847년 뉴햄프셔주 콩코드의 회중 교회의 지원을 받아 콩코드로 옮겨 약 1,200명을 수용할 수 있는 버려진 회중 교회 건물에 자리잡았다. 뉴햄프셔주의 인가서에는 감리교 종합 성서학교(Methodist General Biblical Institute)로 등록됐으나 콩코드 성서학교로도 불렸다.
뉴베리 성서학교가 콩코드로 옮기기로 한 조건 가운데에는 콩코드에 적어도 20년 이상 있을 것이 있었다. 약속한 20년이 거의 다 지나자 감리교 종합 성서학교의 이사회는 매사추세츠주 브루클라인에 30에이커(0.12km2)의 부지를 샀고, 1867년 보스턴으로 옮겨 보스턴 신학교(Boston Theological Institute)로 인가를 받았다.
보스턴 신학교는 1869년 매사추세츠주 의회에서 인가를 받고 보스턴 대학교가 됐다. 또한 보스턴 대학교의 모든 학부는 성별과 인종, 종교(신학대학 제외)와 상관 없이 학생들을 받아들였다. 보스턴 대학교는 1939년과 1969년에 각각 개교 100주년 공식 기념 행사를 가졌다.

### 초기
1872년 1월 이사 가운데 한 명이었던 아이작 리치가 죽으며 보스턴 대학교에 그의 재산을 기부했다. 리치의 유산은 대부분이 보스턴 중심가의 부동산이었으며 150만 달러 이상으로 평가됐다. 그러나 그 해 12월에 1872년 보스턴 대화재가 일어나 리치가 보스턴 대학교에 남긴 건물 가운데 한 채를 뺀 나머지 건물이 무너졌고, 보스턴 대학교가 가입했던 보험사는 파산했다. 이로 인해 보스턴 대학교는 새로 지을 예정이던 건물들을 지을 수 없었고 부지를 조금씩 팔았다.
1877년 보스턴 대학교는 헬렌 매길 화이트에게 박사 학위를 수여하며 여성에게 최초로 박사 학위를 수여한 미국의 대학이 됐다. 이어 1878년에는 애너 올리버가 보스턴 대학교에서 미국의 여성으로서는 처음으로 신학 학위를 받았으나 감리교회에서 성직자로 임명받지는 못했다. 1881년 보스턴 대학교 법과대학을 졸업한 렐리아 로빈슨 소텔은 매사추세츠주에서 변호사 자격을 얻은 최초의 여성이 됐다. 1897년 의과대학을 졸업한 솔로몬 카터 풀러는 미국 최초의 흑인 정신과의가 됐다.

### 20세기
20세기 초 보스턴 대학교의 총장이었던 르뮤얼 멀린은 이곳저곳에 분산된 학교 건물을 통합하고 보스턴 개발 사업에 참여하고자 1920년과 1928년 사이에 오늘날의 캠퍼스 자리인 찰스강변에 캠퍼스 부지 15에이커(0.06km2)를 샀다. 후임 총장인 대니얼 마시는 모금 운동을 펼쳐 새 캠퍼스를 지었다. 1936년 봄에 이르러서는 총 10,384명의 학생이 있었다.
1951년 해럴드 C. 케이스가 보스턴 대학교의 제5대 총장이 됐고, 보스턴 대학교를 연구중심 대학으로 바꾸기 위해 힘썼다. 학교 크기는 45에이커(0.18km2)로 커졌고 1967년에 해럴드 C. 케이스가 퇴임하기 전까지 68채의 건물들이 새로 들어섰다. 1970년대 후반에 총장 존 실버는 병원 부지를 인수해 교육대학 건물로 바꾸었고, 보스턴 대학교를 국제적인 연구소로 탈바꿈시키고자 위해 유명한 교수였던 엘리 위젤과 데릭 월컷을 초빙했고, 이들은 곧 노벨상을 받았다. 또한 존 실버는 경영대학과 생명과학대학, 학제간 연구를 위한 공학관 건물 등을 새로 지으며 캠퍼스를 넓혔다.

## 캠퍼스

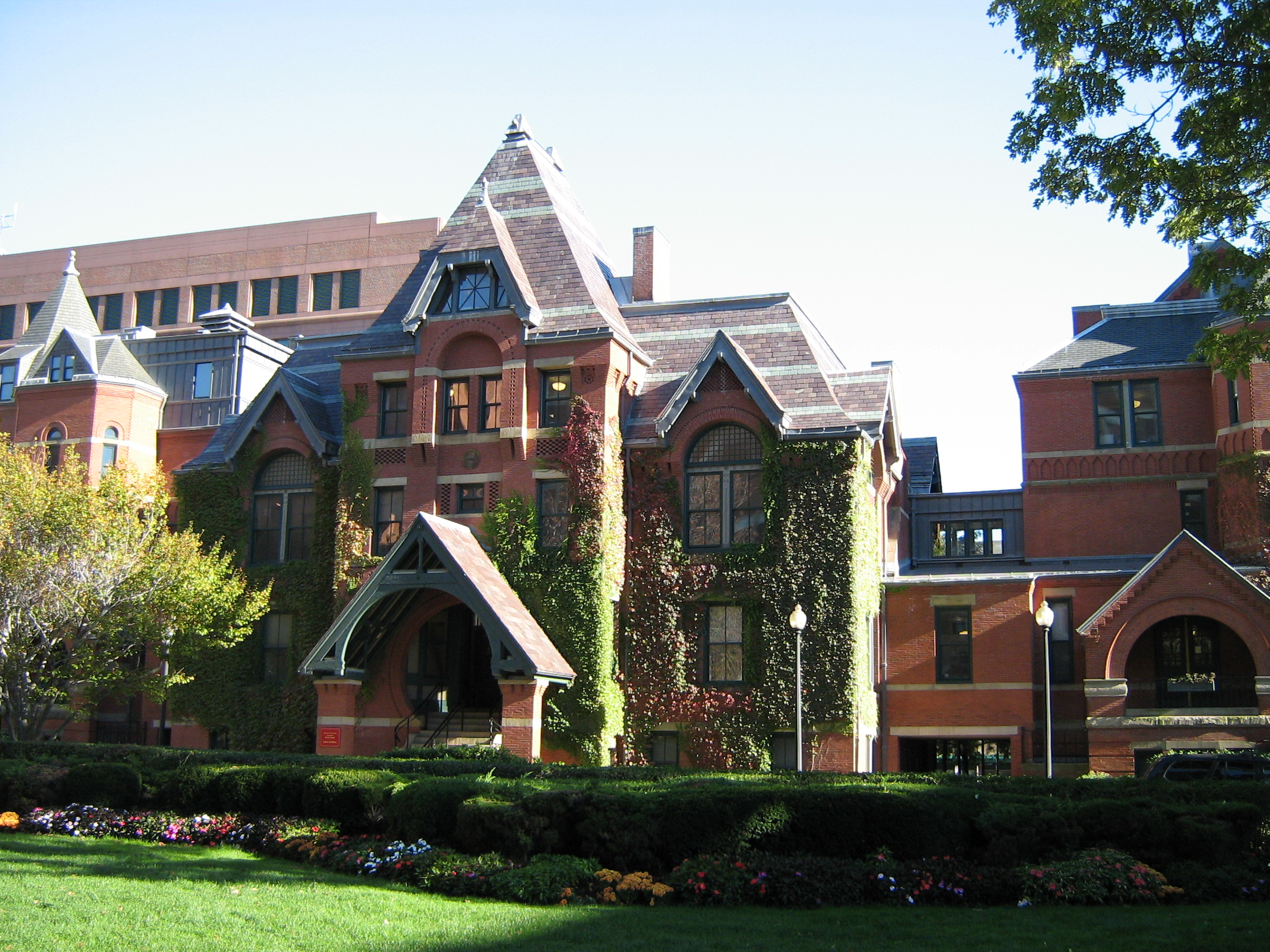
보스턴 대학교 공중보건대학원 탤벗 관

보스턴 대학교의 주 캠퍼스는 찰스강변을 따라 조성돼 있다. 찰스강을 가로지르는 보스턴 대학교 다리는 캠퍼스를 대부분의 강의동이 있는 주 캠퍼스와 체육관 등이 있는 서쪽 캠퍼스로 나눈다. 캠퍼스가 지속적으로 넓어진 결과 찰스강변의 캠퍼스에는 건축학적으로 다양한 건물들이 들어서 있다.
보스턴 대학교는 런던과 로스앤젤레스, 파리, 워싱턴 D.C., 시드니에도 캠퍼스가 있다.

## 교육 및 연구
보스턴 대학교의 인종 구성을 보면 50.6%가 백인, 14%가 아시아인, 11.6%가 국제 학생, 8.6%가 히스패닉, 3.2%가 흑인이다. 2015년 가을에 등록한 국제 학생들의 출신은 43%가 중화인민공화국, 9%가 인도, 5%가 대한민국, 5%가 사우디아라비아, 4%가 캐나다, 4%가 중화민국, 2%가 터키, 그리고 1%가 기타였다. 국제 학생의 39%는 학부 과정을 다니고 있으며 37%는 대학원 과정을, 23%는 기타 과정을 다니고 있었다. 또한 보스턴 대학교는 뉴욕 대학교에 이어 미국에서 유대인 학생이 가장 많은 학교로, 약 3천 명 또는 약 15%가 유대인이라고 밝혔다.
2018년 가을 신입생 모집에 총 64,473명이 지원해 14,184명이 합격하며 22%의 합격률을 보였다.

### 순위
보스턴 대학교는 《U.S. 뉴스 & 월드 리포트》의 2018년 미국 대학 순위에서 42위를 기록했고, 국제 순위에서는 46위를 기록했다. 공중보건학대학원 순위와 사회복지학대학원 순위에서는 10위를, 법학전문대학원 순위에서는 22위를, 의과대학 순위에서는 26위(1차의료)와 29위(연구)를, 교육대학원 순위에서는 34위를, 공과대학원 순위에서는 35위를, 경영대학원 순위에서는 42위를 기록했다. 2018년 QS 세계 대학 순위에서는 81위에 올랐고, 세계 대학 학술 순위에서는 70위를, 타임스 고등교육 세계 대학 평가에서는 74위를 기록했고, 《포브스》의 미국 대학 순위에서는 78위를 기록했다.
2012년 《뉴욕 타임스》가 조사한 세계 1,000개 기업 가운데 상위 20개 나라를 대상으로 4,700명의 최고경영자 및 기업 인사 담당자에게 설문조사를 실시한 결과 기업이 선호하는 대학 순위에서 보스턴 대학교는 미국에서 7위, 전 세계에서 17위를 기록했다. 또한 2016년 타임스 고등교육 세계 대학 평가에서 실시한 채용 선호도 조사에서는 미국에서 7위, 전 세계에서 11위를 기록했다.

## 저명한 동문

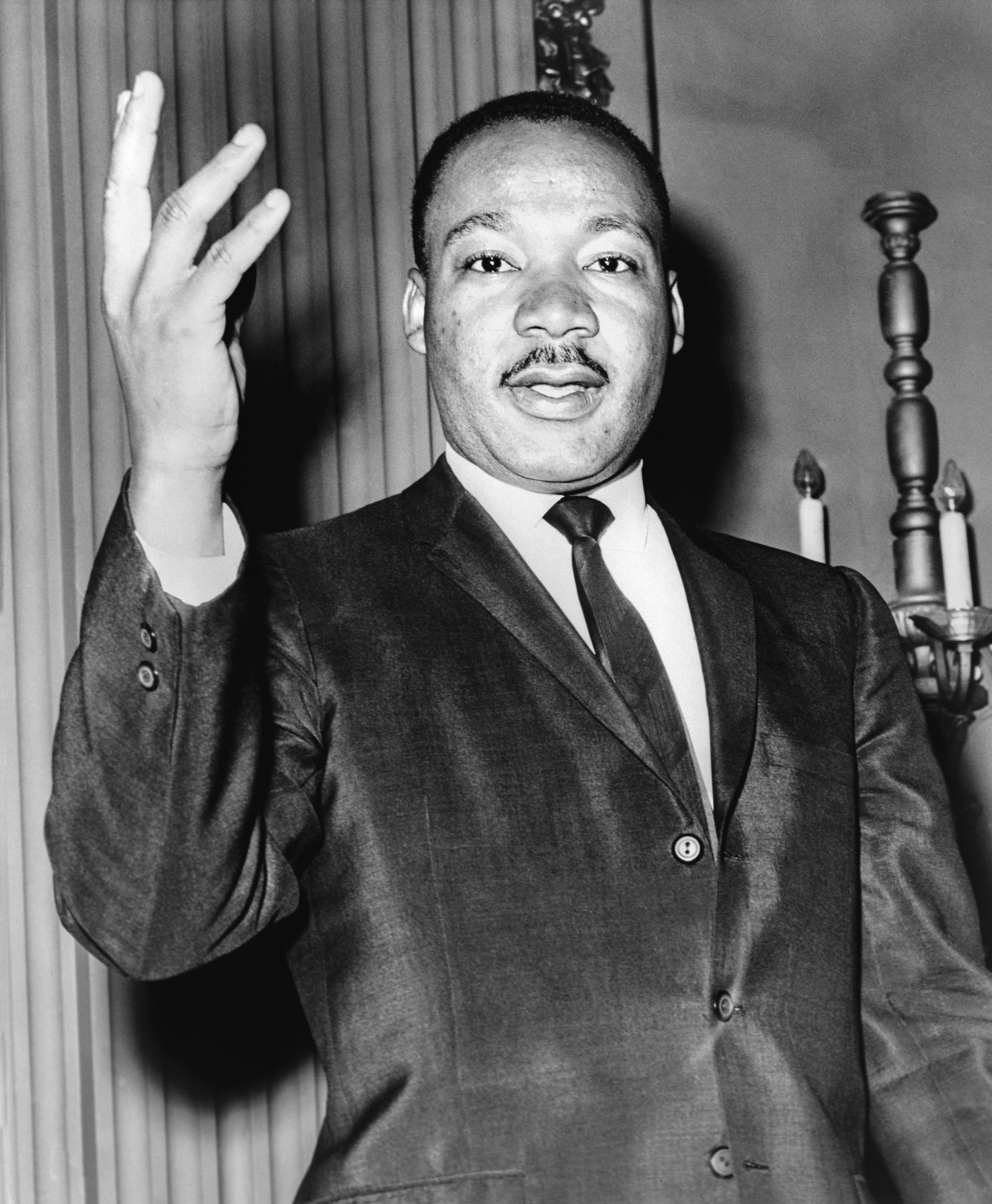
마틴 루터 킹 주니어, 1955년 박사 학위 수여

보스턴 대학교는 38만 명이 넘는 동문들이 있다. 미국의 흑인 민권 운동을 펼친 마틴 루터 킹 주니어는 1955년 보스턴 대학교에서 조직신학 박사 학위를 받았고, 1964년 노벨 평화상을 받았다. 헬렌 매길 화이트는 여성으로는 최초로, 레베카 리 크럼플러는 아프리카계 미국인 여성으로는 최초로, 찰스 이스트먼은 아메리카 원주민으로는 최초로 박사 학위를 받았다.

### 과학계
알렉산더 그레이엄 벨은 보스턴 대학교의 발성학 교수였다. 보스턴 대학교 소속의 과학자들로는 1979년 노벨 물리학상 수상자 셸던 리 글래쇼, 1998년 노벨 물리학상 수상자 대니얼 추이, 2008년 노벨 화학상 수상자 시모무라 오사무 등이 있다.

### 인문, 예술계
보스턴 대학교 출신 배우들로는 페이 더너웨이, 앨프리 우더드, 러셀 혼즈비, 제이슨 알렉산더, 지니퍼 굿윈, 머리사 토메이, 에밀리 데이셔넬, 줄리앤 무어, 우조 아두바, 지나 데이비스, 김윤진 등이 있다.
작가로 줌파 라히리 가 있으며, 방송 진행자로는 하워드 스턴, 앤디 코언, 제나 마블스 등이 있다.

### 정계
보스턴 대학교 출신 전현직 미국 주지사는 11명, 미국 상원 의원은 7명, 미국 하원 의원은 32명이 있다. 이들 가운데에는 미국의 국방부 장관 윌리엄 코언, 주중화인민공화국 미국 대사 게리 로크, 아프리카계 미국인으로선 처음으로 선거로 뽑힌 미국 상원 의원인 에드워드 브룩, 미국의 세컨드 레이디 티퍼 고어 등이 있다. 전 미국의 대통령 윌리엄 하워드 태프트는 1918년부터 1921년까지 법학전문대학원에서 법윤리학을 가르쳤다. 폭스 뉴스 채널의 메인 캐스터 빌 오라일리는 1970년대에 보스턴 대학교에서 언론학을 공부하고 학내 언론인 《데일리 프리 프레스》의 칼럼니스트로 있었다.

### 한국인 동문
대한제국의 계몽운동가이자 근대 한국 최초의 미국 유학생인 유길준은 1885년 보스턴 대학교에 입학했으나 곧 중퇴했다. 이화여자대학교의 초대 총장 김활란은 1925년 보스턴 대학교에서 철학 석사 학위를 받았다. 2000년과 2004년에 대한민국의 국무총리 권한대행을 지낸 이헌재는 보스턴 대학교에서 경제학 석사 학위를 받았다. 대한민국의 제2대 정보통신부 장관 및 KT 회장을 역임한 이석채는 보스턴 대학교에서 1979년 정치경제학 석사 및 1981년 경제학 박사 학위를 받았다. 삼성그룹 근무 및 Verizon에서 이사를 역임한 김용기는 1992년 경영학학사 및 석사 학위를 받았다.